# Fiat-Allis
Pour les articles homonymes, voir Fiat (homonymie) et Chalmers.
 (août 2024).
Si vous disposez d'ouvrages ou d'articles de référence ou si vous connaissez des sites web de qualité traitant du thème abordé ici, merci de compléter l'article en donnant les références utiles à sa vérifiabilité et en les liant à la section « Notes et références ».
Fiat-Allis est une coentreprise créée le 4 janvier 1974 entre le constructeur italien de matériel de travaux publics, Fiat MMT et l'américain Allis-Chalmers pour la production d'engins de travaux publics : pelles mécaniques, chargeuses, bulldozers, niveleuses...
Cette société, dont la majorité du capital était détenue par Fiat Group, a poursuivi son développement mais après le retrait progressif d'Allis-Chalmers, qui a revendu le solde de ses parts à Fiat Group en 1988, a été englobée dans la filiale Fiat Geotech qui est devenue CNH Global, filiale de Fiat Group.

## Histoire

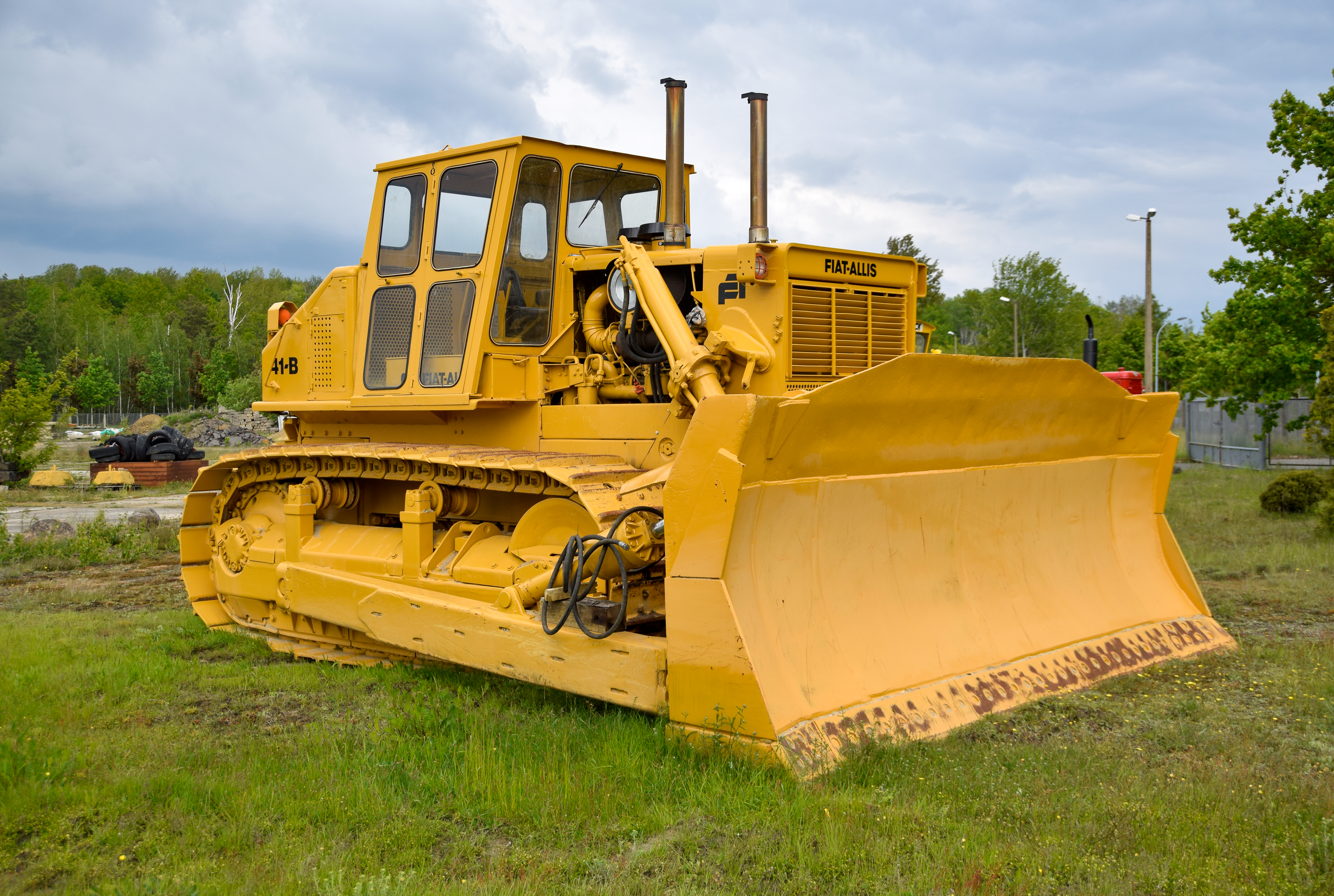
Fiat Allis 41-B bulldozer

Dans les années 1930, la mécanisation du travail agricole était devenue, dans beaucoup de pays, une réalité, tandis que la mécanisation des travaux de construction et des terrassements était très en retard. À cette époque, les seuls engins étaient souvent des machines agricoles transformées par quelques artisans chaudronniers ingénieux.
Fiat SpA, sous l'impulsion de son créateur, le sénateur Agnelli décida de créer, au sein de son groupe, une nouvelle division en complément de Fiat Trattori. C'est ainsi qu'est née Fiat MMT - Fiat Movimento Terra. Durant les premières années, la base des engins étaient les tracteurs agricoles mais dès la reprise de l'activité, après la Seconde Guerre mondiale, les nouveaux engins étaient des productions indépendantes de celles de l'agriculture.
Les exemples les plus marquants de ces transformations furent les modèles agricoles FIAT 70C, 80C, 90C et 100C qui ont servi de base aux engins de TP : Fiat FL6 - FL7 - FL8 - FL8 C - FL9, etc.
En 1973, Fiat aide le constructeur américain en difficulté Allis-Chalmers en entrant dans son capital et le 4 janvier 1974 crée une société commune Fiat-Allis pour produire des gammes communes d'engins de terrassements pour les travaux publics : des engins à chenilles au Brésil, aux États-Unis et en Italie, des engins sur pneus aux États-Unis et en Angleterre, des pelles mécaniques en Italie et au Brésil, des niveleuses et bulldozers aux États-Unis.
Dans les années 1970, une nouveauté allait révolutionner le monde des pelles mécaniques. Alors que ces engins étaient énormes et ne fonctionnaient qu'avec des câbles, le bras hydraulique vint bouleverser la donne. Un des constructeurs pionniers en la matière était l'italien SIMIT SpA que Fiat MMT racheta ainsi que son concurrent direct Benati S.p.A. quelques années plus tard. Leurs productions seront intégrées dans le catalogue Fiat-Allis pour couvrir la gamme de puissance moyenne.
En 1982, Fiat-Allis rachète l'entreprise française Braud.
Pendant plus de 20 ans, Fiat-Allis restera la marque réputée d'engins de TP, la seule à pouvoir concurrencer le « géant » Caterpillar. Les meilleures pelles mécaniques de cette époque, que l'on trouvait sur tous les chantiers importants du monde étaient les fameuses Fiat FL10 C et FL 14 E, à chenilles, qui seront fabriquées jusqu'à la fin des années 1980.
En 1986, une coentreprise est formée entre Fiat Geotech et Hitachi Construction Machinery qui donnera naissance à Fiat-Hitachi SpA dont le but était de fabriquer des pelles mécaniques pour l'Europe dans l'usine Fiat-Allis de San Mauro, à Turin. L'alliance entre les deux partenaires était parfaitement équitable 50 % chacun.
En 1988, le groupe Fiat SpA change sa structure en remplaçant les divisions par des sociétés holdings filiales par spécialité. Fiat Trattori, devenue FiatAgri et Fiat MMT sont regroupées dans la société Fiat Geotech. La couleur référence des modèles change également, l'orange caractéristiques des matériels agricoles passe au rouge brique tandis que le jaune des engins de TP est maintenu.
Jusqu'en 1990, la situation du groupe Fiat Geotech évolua très peu.
En 1990, Fiat Geotech rachète un des derniers constructeurs d'engins de TP italien encore indépendant, Benati S.p.A., créé à Imola par Renato Bacchini.
À la suite des précédents accords commerciaux et engagements pris par la société Benati, bien qu'elle soit devenue propriété intégrale du Groupe FIAT SpA, elle poursuivra la fabrication dans son usine d'Imola de pelles mécaniques qui seront commercialisées par l'allemand Demag, les modèles H30 et H45, sous son propre label.
De 1992 à 1995, les modèles Benati M13, M14 et M25 furent également vendus au constructeur « Ygry » qui les commercialisa sous sa marque.
L'utilisation de la marque Benati S.p.A. par Fiat-Allis cessera définitivement en 1995, mais la production des engins de conception Benati continuera plusieurs années dans l'usine d'Imola.

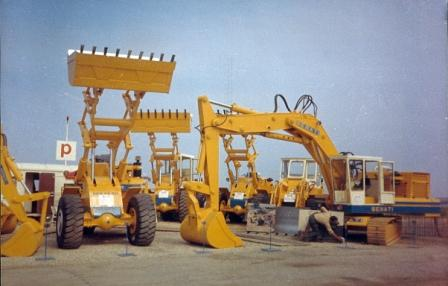
Matériel TP Benati

Les pelles mécaniques Benati ont été largement diffusées aux États-Unis sous la marque Fiat-Allis.
En 1994, Fiat Geotech rachète la totalité de Hitachi Meccanic Industry. Les produits maintiennent la marque Fiat-Hitachi mais changent de couleur de référence en passant du jaune/marron à orange/bleu. Cette nouvelle livrée sera étendue à toute la gamme Fiat-Allis. Pour des raisons purement commerciales, les modèles F-H fabriqués par l'usine de Turin depuis l'origine portent la marque Fiat-Hitachi sur les marchés Européens et asiatiques à l'exception de l'Espagne et du Portugal, tandis qu'elles étaient vendues sous la marque Fiat-Allis partout ailleurs.
La même usine qui produisait les modèles F-H vendait ses modèles au constructeur allemand Kramer-Allrad qui les commercialisa sous sa marque en Allemagne jusqu'en 1999.
Durant les années 1990, la mode et les besoins des entreprises se tourna vers les mini engins, on disait à l'époque « des jouets de poche ». Le principal bénéficiaire de cet engouement fut l'américain « BOBCAT ». Quelques constructeurs asiatiques, chinois pour la plupart, ont essayé de lui elever sa suprématie sans grand succès sauf le japonais Kobelco.

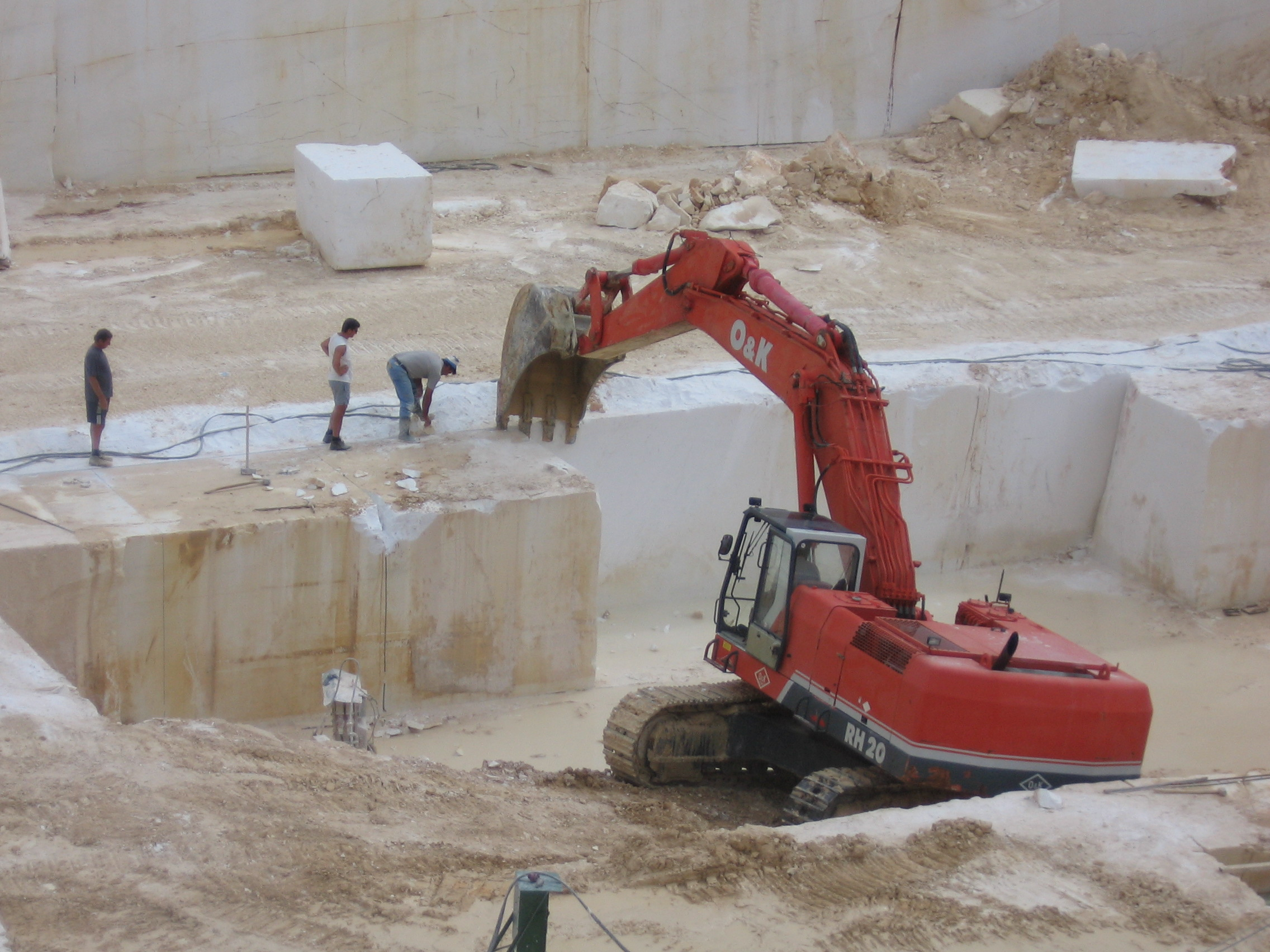
Pelle mécanique O&K RH20

1998 sera une année particulièrement importante pour le groupe. Une opération d'envergure mondiale allait se préparer. Fiat Geotech rachète le constructeur américain Ford-New Holland. La holding change de raison sociale et devient Fiat New Holland Geotech S.p.A. L'importance du nouveau groupe au niveau mondial allait encore être plus importante et se rapprocher du leader de la catégorie. En rachetant Ford-NH, Fiat Geotech recevait pour son secteur engins e TP la marque allemande de pelles mécaniques O&K.

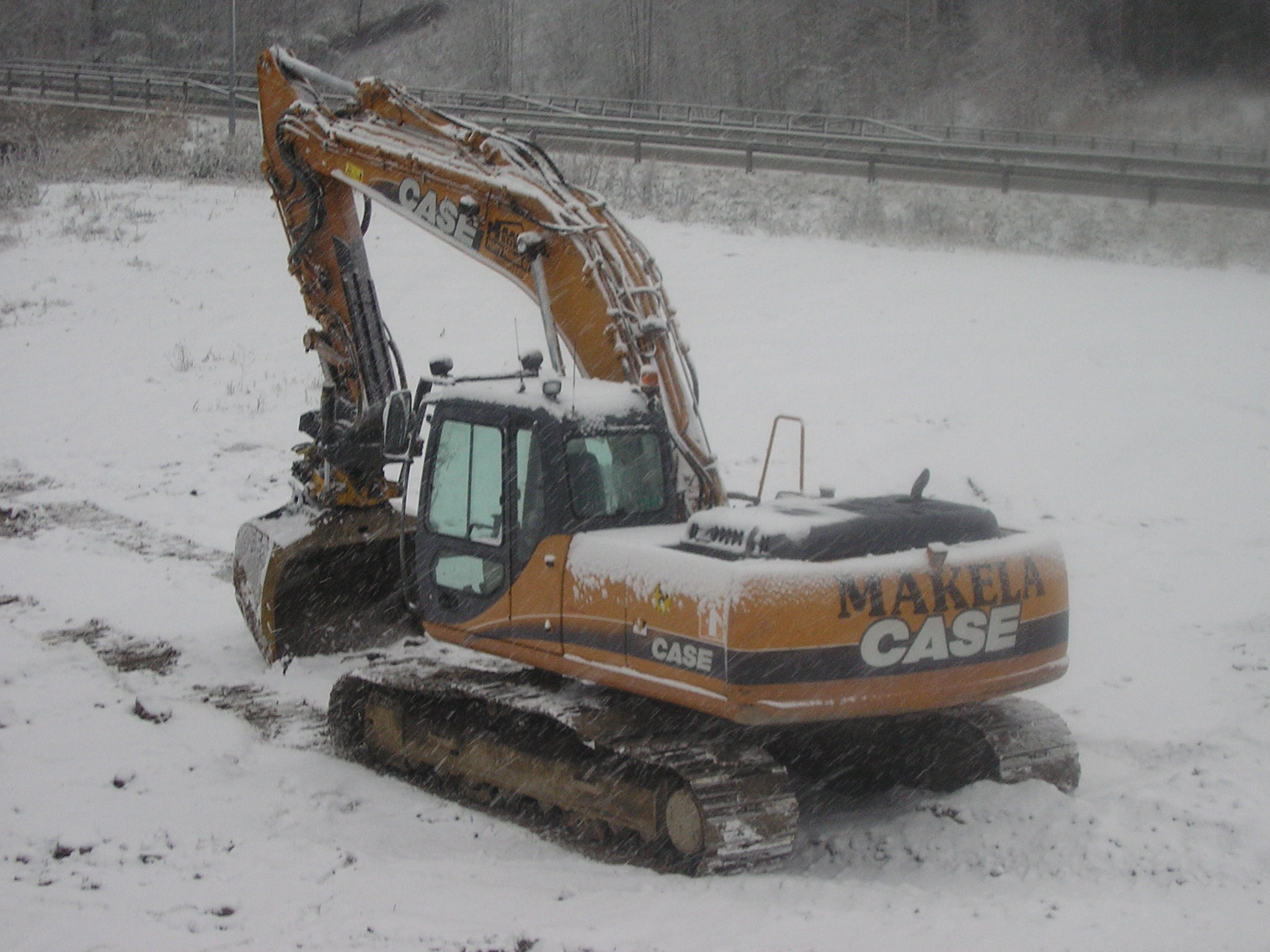
Pelle mécanique Case

En 1999, le groupe FIAT crée encore la surprise en rachetant le constructeur américain Case IH, le groupe formé des constructeurs Case et International Harvester. Ce rachat verra la création du géant CNH Global, filiale de Fiat Group à 91 %.
En mars 2001, Hitachi voulant prendre son indépendance en Europe, les directions de Fiat et Hitachi décident de mettre fin à leur coentreprise, dans laquelle les japonais avaient déjà cédé toutes leurs parts à Fiat mais maintenaient toujours un rapport commercial.
Fiat Geotech crée une coentreprise avec Kobelco Construction Machinery et prend 49 % de son capital. La marque Fiat-Hitachi disparait naturellement au 1er janvier 2002 et est remplacée par Fiat-Kobelco. La marque Fiat-Allis restant inchangée sur les marchés mondiaux : Amériques Nord et Sud, Afrique + Espagne et Portugal. La gamme sera complétée par les mini pelles tant demandées par le marché : la gamme « Compact line ».
À partir de 2006, toutes les marques, sauf Case Construction et Kobelco, qui font partie du groupe CNH Global, sont regroupées sous le label et les couleurs de New Holand Construction, sœur jumelle de New Holland Agriculture.

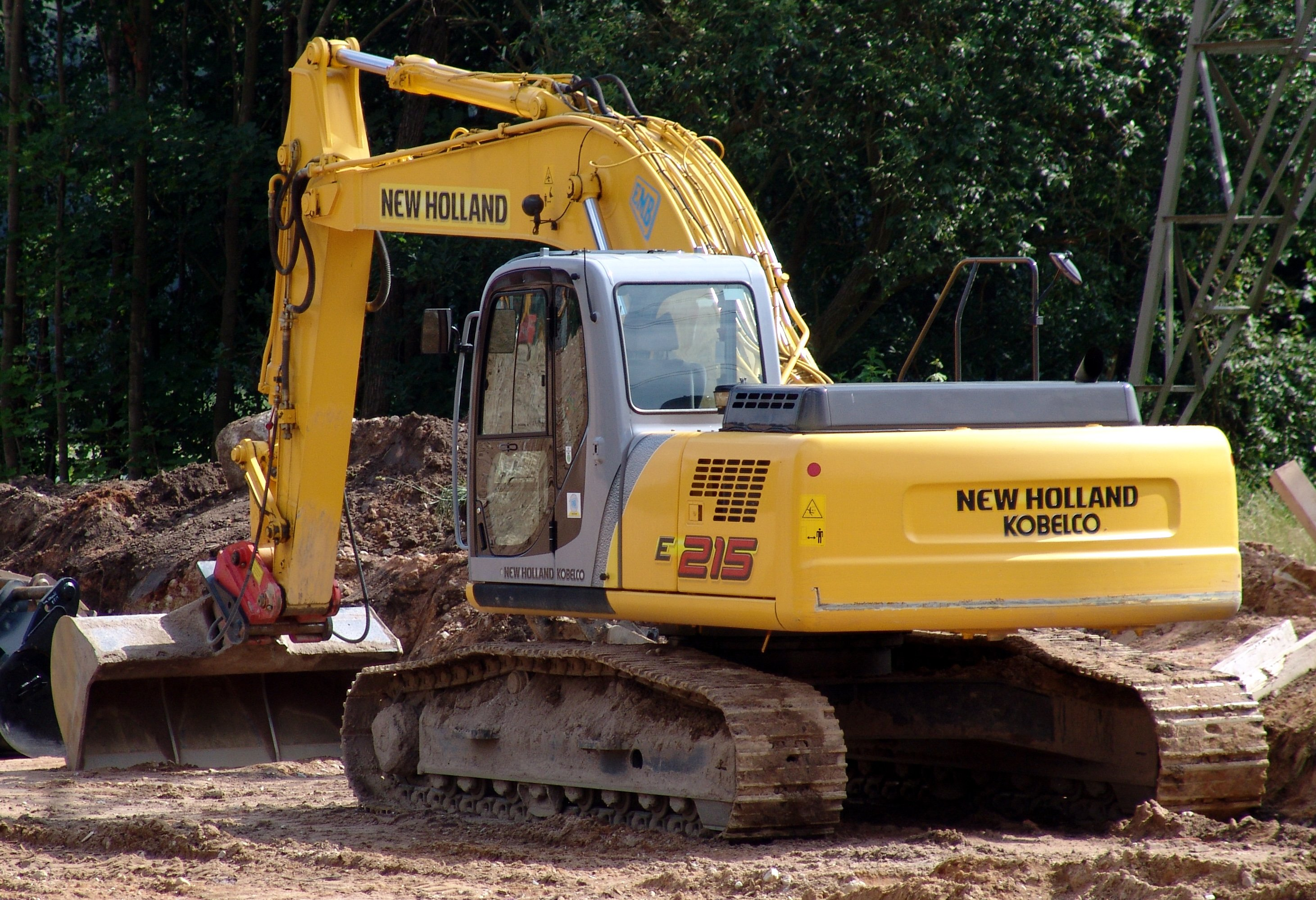
Pelle mécanique H-H Kobelco E215

HITACHI Machinery a intenté un procès à Fiat et a pu récupérer le droit d'utiliser les couleurs orange/bleu qui étaient les références de la marque Fiat-Hitachi, pour sa nouvelle gamme européenne.
Le nouveau géant du matériel agricole et engins des travaux publics, second au niveau mondial de sa spécialité, utilise exclusivement les meilleurs motorisations disponibles soit IVECO et Isuzu.